# Хильдур Гуднадоуттир
Хи́льдур И́нгвельдардо́уттир Гу́днадо́уттир (исл. Hildur Ingveldardóttir Guðnadóttir, родилась 4 сентября 1982) — исландский музыкант и композитор, виолончелистка. Выступала и записывалась совместно с такими коллективами, как Múm, Pan Sonic, Throbbing Gristle, Sunn O))) и многими другими.
Наиболее известна по работе над мини-сериалом «Чернобыль», а также над фильмами «Убийца 2: Против всех», «Мария Магдалина» и «Джокер». Обладательница премий «Оскар», «Грэмми», «Эмми», «Золотой глобус», BAFTA, «Выбор критиков» и «Спутник», а также призёр Венецианского кинофестиваля (Soundtrack Stars).

## Биография и карьера

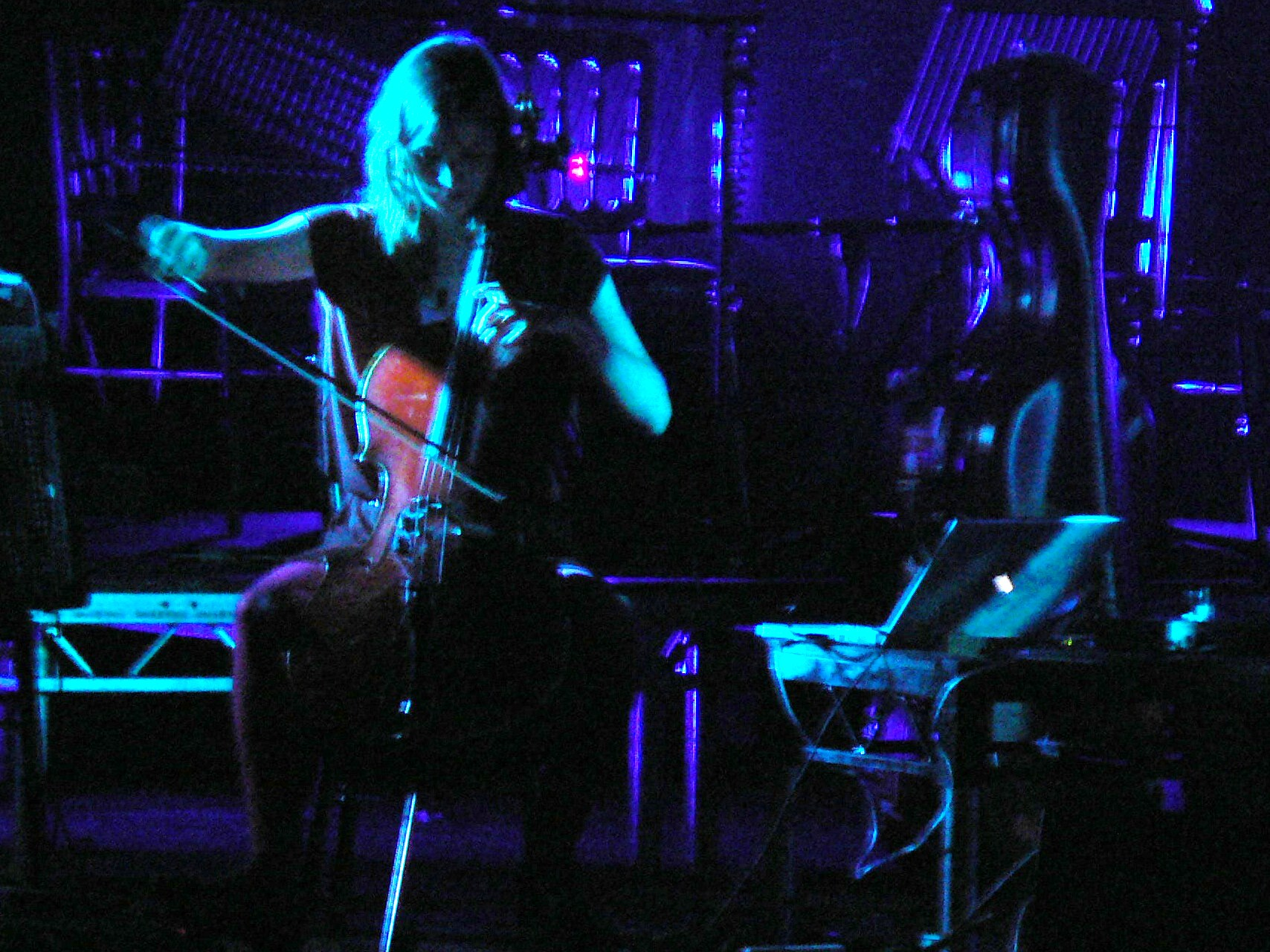
Хильдур в 2009 году в Лондоне

Хильдур Гуднадоуттир родилась в Рейкьявике в семье музыкантов. Отец Хильдур — Гвюдни Фарнссон — композитор, кларнетист и учитель; мать Ингвельдюр — оперная певица; брат Тоураридн — член группы Agent Fresco. С детства начала играть на виолончели, получив первоначальное музыкальное образование в Музыкальной академии Рейкьявика, а затем — в Исландской академии искусств. В дальнейшем переехала в Берлин, где обучалась в Берлинском университете искусств.
Продолжая своё обучение классической музыке в Германии, Хильдур тесно сотрудничала с исландскими музыкальными группами, в особенности с поп-группой Múm, а также с Throbbing Gristle, Pan Sonic, Hauschka, Wildbirds & Peacedrums, Sunn O))), The Knife.
В 2005 году совместно с немецким исполнителем электронной музыки Mr. Schmuck’s Farm записала мини-альбом Good Sound. В следующем году, воспользовавшись псевдонимом Lost in Hildurness, Хильдур выпустила дебютный сольный альбом Mount A. В этом же году произошли коллаборации с такими музыкантами, как Бен Фрост, Нико Мьюли, а также с соотечественником Йоуханном Йоуханнсоном. В 2009 году в работе над вторым альбомом —  Without Sinking — участвовали Йоуханнсон, Скули Сверриссон и её отец Гвюдни. Альбом был выпущен лейблом Touch Music, в сотрудничестве с которым вышли и последующие сольные работы. Описывая свою работу с лейблом Хильдур говорила: «Я вижу себя как часть большой семьи [лейбла] Touch, в которой здорово находиться».
В 2011 году состоялся дебют Хильдур Гуднадоуттир в качестве кинокомпозитора в хорроре The Bleeding House. В следующем году в Йорке были записаны соло композиции на виолончели для альбома Leyfðu Ljósinu. В последующие годы Хильдур сосредоточилась на написании музыки к фильмам, выступая как в качестве композитора («Заложники», «Клятва»), так и виолончелистки (фильмы Дени Вильнёва «Пленницы», «Убийца» и «Прибытие», «Выживший» Гонсалеса Иньярриту). Между этими работами в 2014 году состоялся релиз очередного сольного альбома под названием Saman.
Кроме художественных фильмов, также работала над музыкальным сопровождением ряда документальных фильмов, в том числе Strong Island и The Departure.
В 2018 году вместе с Йоуханном Йоуханнсоном написала музыку к «Марии Магдалине» Гарта Дэвиса. Сотрудничество было отмечено Азиатско-Тихоокеанская кинопремией. В связи со скоропостижной смертью Йохана, взялась за сочинение саундтрека к фильму «Убийца 2: Против всех», изначально занимая место первой виолончели. Также внесла свой вклад в посмертное переиздание его дебютного альбома Englabörn & Variations. За работу над исторической драмой «Последняя битва» Хильдур вместе с Натали Холт получила награду «Победители Тяньтана» на 8-м Пекинском международном кинофестивале.
В 2019 году Хильдур выступила в качестве композитора для мини-сериала «Чернобыль»; за музыку к эпизоду «Пожалуйста, сохраняйте спокойствие» была награждена прайм-таймовой премией «Эмми». В том же году была удостоена премии Soundtrack Stars на 76-м Венецианском кинофестивале за саундтрек к фильму «Джокер» Тодда Филлипса. Также Хильдур номинирована в категории «Лучший телевизионный композитор года» на World Soundtrack Awards 2019 за работу над «Чернобылем» и вторым сезоном сериала Trapped.
В октябре 2019 года было объявлено о заключении контракта между Хильдур и немецким лейблом Deutsche Grammophon. В январе 2020 года работа композитора над «Джокером» была удостоена премии «Золотой глобус», Хильдур Гуднадоуттир стала первой женщиной-композитором, получившей эту награду. 10 февраля 2020 года получила премию «Оскар», в номинации «Лучшая музыка к фильму», за работу над фильмом «Джокер».

## Дискография

### Студийные альбомы
| Год  | Альбом          | Лейбл    |
| ---- | --------------- | -------- |
| 2006 | Mount A         | 12 Tónar |
| 2009 | Without Sinking | Touch    |
| 2010 | Mount A         | Touch    |
| 2012 | Leyfðu Ljósinu  | Touch    |
| 2014 | Saman           | Touch    |

### Сотрудничество
| Год  | Исполнитель                        | Альбом                   | Лейбл               |
| ---- | ---------------------------------- | ------------------------ | ------------------- |
| 2005 | Schmuck’s Farm                     | Good Sound               | Oral                |
| 2005 | Stórsveit Nix Noltes               | Orkídeur Hawaí           | 12 tónar/Bubblecore |
| 2006 | Angel + Hildur Gudnadóttir         | In Transmediale          | Oral                |
| 2007 | H.I.G., BJ Nilsen и Stilluppsteypa | Second Childhood         | Quecksilber         |
| 2008 | Angel                              | Kalmukia                 | Editions Mego       |
| 2009 | Stórsveit Nix Noltes               | Royal Family — Divorce   | Fat Cat Records     |
| 2010 | Wildbirds & Peacedrums             | Retina                   | LeafLabel           |
| 2011 | Hauschka & Hildur Guðnadóttir      | Pan Tone                 | Sonic Pieces        |
| 2015 | Nordic Affect                      | Clockworking             | Sono Luminus        |
| 2018 | Йоуханн Йоуханнссон                | Englabörn and Variations | Deutsche Grammophon |

### Фильмы
| Год  | Фильм                                             | Режиссёр                     | Примечание                                             |
| ---- | ------------------------------------------------- | ---------------------------- | ------------------------------------------------------ |
| 2011 | The Bleeding House                                | Филлип Гелат                 | Композитор                                             |
| 2012 | «Заложники»                                       | Тобиас Линдхольм             | Композитор                                             |
| 2012 | Astro: An Urban Fable in a Magical Rio de Janeiro | Паула Трабулси               | Композитор                                             |
| 2013 | Jîn                                               | Реха Эрдем                   | Композитор                                             |
| 2013 | «Пленницы»                                        | Дени Вильнёв                 | Виолончель                                             |
| 2015 | «Убийца»                                          | Дени Вильнёв                 | Виолончель                                             |
| 2015 | «Выживший»                                        | Алехандро Гонсалес Иньярриту | Виолончель                                             |
| 2016 | «Клятва»                                          | Балтазар Кормакур            | Композитор                                             |
| 2016 | «Прибытие»                                        | Дени Вильнёв                 | Виолончель                                             |
| 2017 | Tom of Finland                                    | Доме Карукоски               | Композитор, совместно с Лассе Энерсеном                |
| 2017 | «Последняя битва»                                 | Сауль Дибб                   | Композитор, совместно с Натали Холт                    |
| 2018 | «Мария Магдалина»                                 | Гарт Дэвис                   | Композитор, совместно с Йоуханном Йоуханнсоном Ударные |
| 2018 | «Убийца 2: Против всех»                           | Стефано Соллима              | Композитор                                             |
| 2019 | «Джокер»                                          | Тодд Филлипс                 | Композитор                                             |
| 2022 | «Тар»                                             | Тодд Филд                    | Композитор                                             |
| 2022 | «Говорят женщины»                                 | Сара Полли                   | Композитор                                             |
| 2023 | «Призраки в Венеции»                              | Кеннет Брана                 | Композитор                                             |
| 2024 | «Джокер: Безумие на двоих»                        | Тодд Филлипс                 | Композитор                                             |

### Сериалы
| Год       | Фильм                                         | Режиссёр          | Примечание                                                                                         |
| --------- | --------------------------------------------- | ----------------- | -------------------------------------------------------------------------------------------------- |
| 2013      | Graduates — Freedom Is Not For Free           | Томаш Крупа       | Композитор Документальный фильм                                                                    |
| 2014      | Ming Of Harlem: Twenty One Storeys In The Air | Филип Уорнелл     | Композитор Документальный фильм                                                                    |
| 2014      | Good Things Await                             | Фи Амбо           | Композитор Документальный фильм                                                                    |
| 2015—2018 | Trapped                                       | Балтазар Кормакур | Композитор, совместно с Йоуханном Йоуханнссоном и Рутгером Хоедемекэрс                             |
| 2017      | Strong Island                                 | Янс Форд          | Композитор Документальный фильм                                                                    |
| 2017      | The Departure                                 | Лана Уилсон       | Композитор Документальный фильм                                                                    |
| 2018      | Street Spirits                                | Райан Фарлонг     | Композитор, совместно с Эриком Папки Документальный телесериал                                     |
| 2019      | «Чернобыль»                                   | Юхан Ренк         | Композитор Мини-сериал Прайм-таймовая премия «Эмми» за эпизод «Пожалуйста, сохраняйте спокойствие» |

## Награды и номинаций
| Список наград и номинаций | Список наград и номинаций             | Список наград и номинаций                                                          | Список наград и номинаций                               | Список наград и номинаций |
| Год                       | Награда                               | Категория                                                                          | Работа                                                  | Результат                 |
| ------------------------- | ------------------------------------- | ---------------------------------------------------------------------------------- | ------------------------------------------------------- | ------------------------- |
| 2013                      | «Роберт»                              | Лучший оригинальный саундтрек                                                      | «Заложники»                                             | Номинация                 |
| 2018                      | Пекинский международный кинофестиваль | Лучшая музыка                                                                      | «Последняя битва»                                       | Победа                    |
| 2018                      | Азиатско-Тихоокеанская кинопремия     | Лучший оригинальный саундтрек                                                      | «Мария Магдалина»                                       | Победа                    |
| 2018                      | AACTA Awards                          | Лучший оригинальный музыкальный саундтрек                                          | «Мария Магдалина»                                       | Номинация                 |
| 2019                      | Венецианский кинофестиваль            | Soundtrack Stars                                                                   | «Джокер»                                                | Победа                    |
| 2019                      | Прайм-таймовая премия «Эмми»          | За выдающуюся музыкальную работу для мини-сериала, фильма или специального выпуска | «Чернобыль», серия «Пожалуйста, сохраняйте спокойствие» | Победа                    |
| 2019                      | World Soundtrack Awards               | Лучший телевизионный композитор года                                               | «Чернобыль», Trapped (2 сезон)                          | Победа                    |
| 2020                      | «Золотой глобус»                      | Лучшая музыка к фильму                                                             | «Джокер»                                                | Победа                    |
| 2020                      | «Грэмми»                              | Лучший саундтрек для визуальных медиа                                              | «Чернобыль»                                             | Победа                    |
| 2020                      | «Выбор критиков»                      | Лучшая музыка к фильму                                                             | «Джокер»                                                | Победа                    |
| 2020                      | «BAFTA»                               | Лучшая музыка к фильму                                                             | «Джокер»                                                | Победа                    |
| 2020                      | «Оскар»                               | Лучшая музыка к фильму                                                             | «Джокер»                                                | Победа                    |
| 2021                      | «Грэмми»                              | Лучший саундтрек для визуальных медиа                                              | «Джокер»                                                | Победа                    |
| 2021                      | «Грэмми»                              | Лучшая инструментальная аранжировка или аранжировка а капелла                      | «Джокер», композиция «Bathroom Dance»                   | Номинация                 |

### Видеоигры
| Год  | Видеоигра          | Примечание                                   |
| ---- | ------------------ | -------------------------------------------- |
| 2021 | «Battlefield 2042» | Композитор (в сотрудничестве с "Sam Slater") |